# Psychotria griseifolia
Psychotria griseifolia är en måreväxtart som beskrevs av Spencer Le Marchant Moore. Psychotria griseifolia ingår i släktet Psychotria och familjen måreväxter. Inga underarter finns listade i Catalogue of Life.